# Mobile virtual network operator
Een mobile virtual network operator (MVNO) is een mobiel telecom bedrijf dat niet over een eigen radiospectrum licentie beschikt, maar onder eigen merknaam mobiele telefonie verkoopt over het netwerk van een andere mobile operator. Binnen de categorie zijn diverse gradaties te onderscheiden, te weten:
1. Reseller
2. Light MVNO of Service Provider (SP)
3. Hybrid MVNO
4. Full MVNO
5. MVNE

## Type MVNO

### Reseller en Light MVNO
De reseller verkoopt enkel complete diensten van een Mobile Network Operator (MNO), de Light MVNO/SP verkoopt complete diensten en voorziet deze van eigen merk en marketing. Bij een reseller ligt het klanteigendom vaak bij de MNO en krijgt de reseller een kickback over de omzet van verkochte abonnementen.

### Hybrid MVNO
De Hybrid MVNO bezit zelf enkele delen van de mobiele core infrastructuur, te denken valt aan facturering (BSS) en PBX. Kenmerkend voor een Hybrid MVNO is dat het klant-eigendom meestal bij de MVNO zelf ligt, men zelf verantwoordelijk is voor de propositie en tariefstelling van abonnementen. De Hybrid MVNO krijg zogenaamde 'wholesale CDRs' van de MNO aangeleverd welke een overzicht geven van het verbruikte verkeer en de inkoopsprijs, waarna de Hybrid MVNO middels eigen factureringssystemen hier een factuur mee produceert voor de eindgebruiker.

### Full MVNO
De Full MVNO bezit een volwaardig mobiel core netwerk zoals een MNO, maar koopt capaciteit op het Radio Access Network (RAN). Soms is een MVNO volwaardig onderdeel of is sterk gelieerd aan een MNO (een bekend voorbeeld is hollandsnieuwe, als onderdeel van VodafoneZiggo), maar vaak betreffen het zelfstandige bedrijven.

### MVNE
Een Mobile Virtual Network Enabler is een bijzondere vorm van Full MVNO. De MVNE bezit ook een volwaardig mobiel core netwerk, maar onderscheidt zich door het feit dat het in staat is om haar infrastructuur deels of in zijn geheel whitelabel te verkopen aan andere Full of Hybrid MVNOs. Een MVNE kan ook als MVNO actief zijn in de markt.

## Voorbeelden
De eerste succesvolle internationale MVNO was Virgin Mobile; deze startte in het Verenigd Koninkrijk in 1998.
In België was Telenet aanvankelijk ook een MVNO op het netwerk van Mobistar (het latere Orange België). Later kreeg Telenet een eigen mobiel netwerk door overname van de telecomaanbieder Base (KPN Belgium). Sinds het voorjaar van 2019 gebruikt Mobile Vikings er het netwerk van Orange.
MVNO's in Nederland zijn onder andere Simyo, Budget Mobiel, Youfone en Simpel. 50+ mobiel zit sinds augustus 2021 op het netwerk van Vodafone.
Een bekend voorbeeld in Nederland is Enreach, dat zowel als MVNE en als MVNO actief is en een breed scala aan zowel resellers, Light MVNOs en Hybrid MVNOs bedient.